# Stratton Leopold
Stratton P. Leopold (Savannah, 13 maggio 1943) è un produttore cinematografico e attore statunitense.

## Biografia
Leopold debutta nel mondo del cinema come attore, partecipando secondariamente al film horror Kiss of the Tarantula (1976), e l'anno dopo in Il reduce, pellicola diretta da David Berlatsky. Dopo aver brevemente lavorato nel settore sonoro nel film False Face, svolge altri molteplici ruoli, inizialmente come manager della produzione (a partire dal 1979) e quindi come assistente alla regia (dal 1981).
A partire dal 1985 raggiunge una propria autonomia come produttore cinematografico, lavorando in film come Le avventure del Barone di Munchausen (1988), Nata ieri (1993), Patto di sangue (1993) e La mossa del diavolo (2000). I suoi più importanti lavori sono Al vertice della tensione (2002) e Mission: Impossible III (2006), in cui ha lavorato come produttore esecutivo.
Il produttore ha confessato di aver finanziato un negozio di gelati a Savannah (Georgia), chiamato Leopold's.